# 馬利尼夫卡 (赫洛貝內市鎮)
49°30′6″N 33°25′2″E / 49.50167°N 33.41722°E
馬利尼夫卡（烏克蘭語：Малинівка），是烏克蘭中部波爾塔瓦州克雷门丘克区赫洛贝内市镇的村落，分別距離澤姆良基2.5公里和大克倫基3.5公里，面積2.01平方公里，海拔高度108米，2001年人口245。